# Xerraire variegat
El xerraire variegat (Trochalopteron variegatum) és un ocell de la família dels leiotríquids (Leiothrichidae).

## Hàbitat i distribució
Viu entre la malesa del bosc a l'Himàlaia al nord del Pakistan a Gilgit i nord de l'Índia des de Caixmir cap a l'est fins Nepal central.